# Hosøy
Hosøy ou Hosøyna est une île dans le landskap Sunnhordland du comté de Vestland. Elle appartient administrativement à Lindås.

## Géographie
Rocheuse et couverte d'arbres, elle s'étend sur environ 1,261 km de longueur pour une largeur approximative de 601 m.   
Reliée à Storholmen par une route, elle compte une dizaine d'habitations. 